# محمدرضا درویشی
محمدرضا درویشی (زادهٔ ۲۵ مهر ۱۳۳۴ در شیراز) آهنگ‌ساز، پژوهشگر موسیقی و مؤلف دائرةالمعارف سازهای ایران است.
وی در سال ۱۳۵۷ در رشته آهنگسازی از دانشکده هنرهای زیبای تهران فارغ‌التحصیل شد. او علاوه بر آهنگسازی، از بیست سال پیش پژوهش در موسیقی نواحی مختلف را با سفر به شهرها و روستاهای ایران آغاز کرده است.

## زندگی
محمدرضا درویشی در خانواده‌ای که اهل موسیقی نبود به دنیا آمد و پرورش یافت. پدرش اهل گراشِ استان فارس و مادرش اهل شیراز بود. او اولین بار در ۱۱ سالگی به دنیای موسیقی وارد شد و موسیقی را با آموختن ویلن در تعطیلات تابستان آغاز کرد. بعد از آن، به کلاس پیانو رفت و پس از آن، نواختن ترومپت و ساکسیفون را آموخت. او در سن ۱۸ سالگی و پس از پذیرش در کنکور سال ۱۳۵۳ وارد دانشگاه تهران شد و از همان سال اول، شروع به آهنگسازی کرد. درویشی در دانشگاه، شاگرد استادانی چون: داریوش صفوت، مهدی برکشلی، احمد پژمان، مصطفی کمال پورتراب، پرویز منصوری، پری برکشلی، لوست مارتیروسان و شاهین فرهت بود و نهایتاً در سال ۱۳۵۷ مدرک کارشناسی‌اش را دریافت کرد و هرگز به‌طور آکادمیک به ادامه تحصیل نپرداخت.
جلد اول مجموعه «دائرةالمعارف سازهای ایران» تألیف محمدرضا درویشی که به عنوان وسیع‌ترین تحقیق موسیقایی به زبان فارسی تا زمانِ خود شناخته می‌شود، در سال ۲۰۰۲ از طرف جامعه بین‌الملل اتنوموزیکولوژی (S.E.M) به عنوان بهترین کتاب سازشناسی برگزیده شد. او در سال ۱۳۸۴ سیمرغ بلورین بهترین موسیقی متن را برای موسیقی فیلم «شهر آشوب» در بیست و چهارمین دوره جشنواره فیلم فجر به دست آورد. دختر او آفتاب درویشی نیز آهنگساز است.
۳۱ خرداد ۱۴۰۳ مراسم نکوداشت محمدرضا درویشی در هفتمین سال‌نوای موسیقی ایران برگزار و تندیس و لوحِ سال‌نوا به وی اهدا شد.

## موسیقی

### کلیدر
موسیقی کلیدر که بر اساس رمان کلیدر محمود دولت‌آبادی ساخته شده است، یکی از شاخص‌ترین آثار درویشی است.
این قطعه بر اساس فواصل نوا نوشته شده و در جاهایی مدولاسیون‌هایی به شور، دشتی، بیات اصفهان و… اتفاق می‌افتد؛ اما بخش آغاز و پایان در پرده‌های نوا نوشته شده است. سوییت کلیدر دارای موومان‌های هشتگانه با عناوین سوگنامهٔ دشت نیشابور، پگاه نیشابور، درو زمین دیمی سوزن ده، پشت دروازهٔ بیهق، رویارویی سیدرضا تربتی با گل‌محمد، وداع گل‌محمد، نعش کشتگان و خاتمه است.
درویشی دربارهٔ این قطعه می‌گوید:
«کلیدر یکی از تلخ‌ترین و سیاه‌ترین کارهایی است که در زندگی هنری خود نوشته‌ام. در خود رمان هم چنین است که هرچه داستان جلوتر می‌رود، نسبت‌های بیشتری با تاریکی پیدا می‌کند. نوشتن این قطعه مثل سیاه‌چاله‌ای بود که هر چه در آن جلوتر می‌رفتم، تلخ‌تر می‌شد. من تاکنون قطعه‌ای به این تلخی ننوشته‌ام. این موسیقی برایم عزیز است و آن را با همهٔ جانم نوشته‌ام.»

### آلبوم

#### شوق‌نامه
شامل بازخوانی ۲۲ تصنیف منسوب به عبدالقادر مراغی، نظریه‌پرداز و آهنگساز دورهٔ تیموری است که توسط «گروه عبدالقادر مراغی» به سرپرستی محمدرضا درویشی و خوانندگی همایون شجریان ضبط و در قالب ۳ سی‌دی، در سال ۱۳۹۰ منتشر شد.

#### زمان (سی دی)
قطعات:
۱. تناسخ (کوارتت برای سازهای زهی)، ۱۳۹۴
۲. آواز سحر (تریو برای دو کلارینت و پیانو)، ۱۳۷۵
۳. به یاد اقبال (برای پیانو)، ۱۳۶۲
۴. پردازش (پنج قطعه کوتاه برای پیانو)
نوازندگان:
پیانو - هوشیار خیام
کلارینت - پانیذ شفائی، داریوش بیژنی
ویولن - امیر باورچی، دانیال جورابچی، بابک کوهستانی
ویولنسل - نرگس فلاح‌پسند
تاریخ انتشار: اسفند ۱۳۹۷
عنوان انگلیسی: Era

### موسیقی فیلم

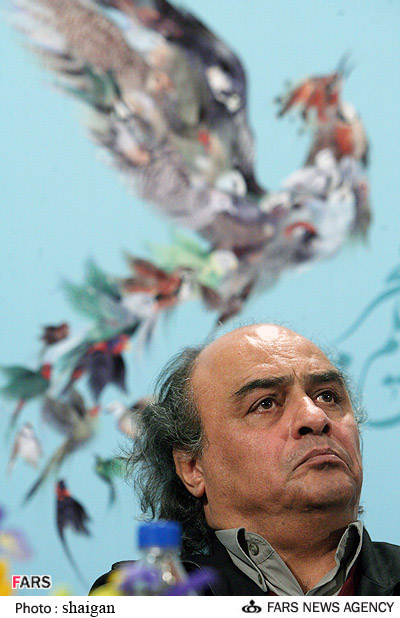
در نشست خبری وقتی همه خوابیم در جشنواره فیلم فجر ۱۳۸۷

درویشی موسیقی متن فیلم‌های زیر را ساخته است:
| سال  | فیلم                     | کارگردان          | توضیحات       |
| ---- | ------------------------ | ----------------- | ------------- |
| ۱۳۷۵ | کیسه برنج                | محمدعلی طالبی     |               |
| ۱۳۷۸ | تخته سیاه                | سمیرا مخملباف     |               |
| ۱۳۷۹ | قطعه ناتمام              | مازیار میری       |               |
| ۱۳۷۹ | روزی که زن شدم           | مرضیه مشکینی      |               |
| ۱۳۷۹ | سفر قندهار               | محسن مخملباف      |               |
| ۱۳۸۰ | بمانی                    | داریوش مهرجویی    |               |
| ۱۳۸۱ | دو فرشته                 | محمد حقیقت        |               |
| ۱۳۸۲ | بر بوم زمان (اپیزود اول) | محمدتقی راوندی    |               |
| ۱۳۸۲ | بر بوم زمان (اپیزود دوم) | محمدتقی راوندی    |               |
| ۱۳۸۲ | بر بوم زمان (اپیزود سوم) | محمدتقی راوندی    |               |
| ۱۳۸۲ | پنج عصر                  | سمیرا مخملباف     | انتخاب موسیقی |
| ۱۳۸۳ | اسامه                    | صدیق برمک         |               |
| ۱۳۸۴ | شهرآشوب                  | یدالله صمدی       |               |
| ۱۳۸۴ | شاعر زباله‌ها             | محمد احمدی        |               |
| ۱۳۸۴ | به آهستگی                | مازیار میری       |               |
| ۱۳۸۶ | حقیقت گمشده              | محمد احمدی        |               |
| ۱۳۸۶ | آتش سبز                  | محمدرضا اصلانی    |               |
| ۱۳۸۷ | وقتی همه خوابیم          | بهرام بیضائی      |               |
| ۱۳۸۷ | میزاک                    | حسینعلی لیالستانی |               |
| ۱۳۸۸ | کشتزارهای سپید           | محمد رسول‌اف       |               |
| ۱۳۸۹ | پریناز                   | بهرام بهرامیان    |               |
| ۱۳۸۹ | باد و مه                 | محمدعلی طالبی     |               |

آلبوم‌های «گنبد مینا» و «جان عشاق» حاصل همکاری وی با پرویز مشکاتیان است.

### موسیقی نمایش
- مجلس شبیه در ذکر مصایب استاد نوید ماکان و همسرش مهندس رخشید فرزین

### بیست ترانه محلی فارس
تاریخ انتشار: ۱۳۶۳

### هفت اورنگ
تاریخ انتشار: ۱۳۷۰

### نگاه به غرب

نگاه به غرب

تاریخ انتشار: ۱۳۷۳

### دربارهٔ هنر و ادبیات

دربارهٔ هنر و ادبیات

تاریخ انتشار: ۱۳۷۳

### مقدمه‌ای بر شناخت موسیقی نواحی ایران
تاریخ انتشار: ۱۳۷۳

### نوروزخوانی
تاریخ انتشار: ۱۳۷۶
پژوهش: محمدرضا درویشی

ناشر: آروین

تاریخ انتشار: چاپ اول، ۱۳۷۶

تعداد صفحات: ۶۲

کتابی متفاوت و با قطع کوچکتر از جیبی که شاید کمی عجیب به نظر آید. اما این نکته کتاب را نامتعارف و قابل توجه نموده است. کتاب نوروزخوانی گلچینی است از بیست و پنج نغمه بهاری و نوروزی از نواحی مختلف ایران.

### فهرست کتاب
دیباچه
جشن نوروز
نوروز خوانی و نغمه‌های نوروزی

آئین نوروز خوانی

ترانه‌های بهاری
ردیف دستگاهی

نمایش‌ها و خرده‌نمایش‌های منسوخ شده

جدول آوانگاری

ترانه‌های نوروزی و بهاری (ترانه‌های مناطق گیلان، تالش، مازندران، جنوب خراسان و بستک هرمزگان)

در بخش جشن نوروز و نوروز خوانی، مؤلف به اجمال به شرح آئین‌ها، جشن‌ها و ترانه‌های نوروزی پرداخته و به تفکیک و مختصر موضوعات را بررسی نموده است.

در بخش ترانه‌ها، ۲۰ ترانه آوانویسی گردیده و ضمن نوشتن اشعار در زیر آوانویسی‌ها، اصل اشعار و ترجمه آن‌ها در صفحه مقابل آمده است.

همان‌گونه که در دیباچه کتاب آمده است:

نوروزخوانی دربرگیرنده بخشی از فرهنگ گرانبهای موسیقی نواحی ایران است، سبزدرسبز و تِذکارگونه از جشن بزرگ و آئین کهن ایرانیان، رستاخیز طبیعت و آفرینش حیات، زندگی و انسان. (صفحه ۵)

این کتاب به خاطر قطع متفاوت و موضوع آن، کتابی قابل توجه برای پژوهشگران، علاقه‌مندان به فرهنگ و ادبیات ایران و دانشجویان و محققان موسیقی به‌شمار می‌آید.

### موسیقی و خلسه
ذکرهای مراسم گواتی بلوچستان

پژوهش: محمدرضا درویشی

موسیقی و خلسه

ناشر: مؤسسه فرهنگی و هنری ماهور

تاریخ انتشار: چاپ اول، ۱۳۷۸

تعداد صفحات: ۵۵

کتابی کم حجم که به زبانی ساده روایتی از مراسم گواتی بلوچستان و موسیقی آن را ارائه می‌دهد.

### فهرست کتاب
مقدمه

یادها و خاطره‌ها

قصیده شیخ عبدالقادر گیلانی

ذکرهای مراسم گواتی بلوچستان (کلیات)

ذکرهای مراسم گواتی بلوچستان (آوانویسی و متن)

ذکرهای مراسم گواتی بلوچستان (تصاویر)

نویسنده در مقدمه به انگیزه نگارش کتاب پرداخته و روش تدوین کتاب را تشریح نموده است.

در بخش یادها و خاطره‌ها، با روایتی توصیفی از یکی از سفرهای مؤلف به بلوچستان و برخورد او با مراسم گواتی مواجه می‌شویم: شبی بود فراتر از نیمه بر ساحل دریای عمان و بندر خموش که از روز زیباتر می‌نمود، زیرا دردها در هجوم تاریکی خاموش گشته و در انتظار فردایی دگر بودند. فردایی شاید بسان دیروز برای بیابان‌نشین‌های بلوچ.

(از فصل یادها و خاطره‌ها صفحه ۱۴)

در بخش کلیات، مؤلف به تشریح مراسم گواتی به زبانی ساده و روان پرداخته و نحوه انجام مراسم، مراحل آن و موسیقی و سازهای مورد استفاده در آن را بیان نموده است.

متن ذکرها و آوانویسی آن‌ها به روش خاص، از ذکرهای اجرا شده توسط خلیفه شهمیر بلوچ مالداری در چابهار بخش دیگر این کتاب را تشکیل می‌دهد.

پایان بخش کتاب، تصاویری از مراسم گواتی است که بر جذابیت کتاب و ارتباط با محتوای آن افزوده است.

### از میان سرودها و سکوت‌ها

از میان سرودها و سکوت‌ها

گزیدهٔ نوشتار و گفتار محمدرضا درویشی

ناشر: مؤسسه فرهنگی و هنری ماهور

تاریخ انتشار: چاپ اول، ۱۳۸۰

تعداد صفحات: ۲۹۶

این کتاب گزیده مقاله‌ها، سخنرانی‌ها و گفت‌گوهایی است که محمدرضا درویشی طی سال‌های ۱۳۶۷ تا ۱۳۷۹ در مطبوعات، همایش‌ها و کنفرانس‌ها با موضوعات گوناگون پیرامون موسیقی ارائه داده است.

خواستم فرازهایی از آنچه اندیشیده‌ام و تابلوهایی از آنچه در طول بیست سال در آن‌ها زیسته‌ام را به تماشا بگذارم. این نوعی فرافکنی است و نوعی خلاص شدن از انگاره‌های موزون و گاه ناموزون که خود پاره‌هایی از زندگی فکری و هنری یک انسان است.

(از مقدمه مؤلف در ابتدای کتاب)

کتاب از سه بخش اصلی تشکیل یافته است:

مقاله (مقاله‌های منتشر شده در مطبوعات و جراید از ۱۳۶۹ تا ۱۳۷۹)

سخنرانی (سخنرانی در همایش‌ها، جشنواره‌ها و سمینارها)

گفتگو و اظهارنظر (گفتگو با خبرنگاران، روزنامه‌نگاران و منتقدین)

کتاب از میان سرودها و سکوت‌ها از جنبه‌های مختلف حائز اهمیت است. از سویی می‌توان با مجموعه‌ای از آثار منتشرشده مؤلف طی ۱۵ سال گذشته در مطبوعات روبرو گردید. دغدغه‌ها، گرایش‌ها و سمت و سوی فکری محمدرضا درویشی از جمله مسایل دیگری است که در این کتاب می‌توان به‌خوبی با خط سیر مشخص و روشن آن‌ها آشنا شد. مباحثی از قبیل هویت، فرهنگ، لزوم شناخت و تفکر در عرصه موسیقی ایران مطالبی است که در این نوشتارها روی آن‌ها تأکید شده است.

عناوین برخی مقالات:

موسیقی محلی ایران، سنت یا نوآوری

آواز داد اختر، بس روشن است امشب

ریشه در زخمه‌های نهان

مجنون مائیم و لیلی معنویت فراموش شده

عناوین برخی از سخنرانی‌ها:

حماسه و حماسه‌سرایی در موسیقی ایران

سازی که مقدس شمرده می‌شود

آئین خنیاگری و نغمه‌های نوروزی

عناوین برخی گفتگوها:

زمستان؛ تلخ و یخ‌زده، یک موسیقی خاکستری

نیاز امروز و هویت دیروز

پوشالِ لای ظروف چینی

موسیقی ایرانی و هویت ملی

برای من پرداختن به موسیقی به منزله پرداختن به یک حرفه نیست، پرداختن به یک هنر به مفهوم مصطلح آن نیز نیست. یکی دانستن یا همسو پنداشتن هنر و حرفه نیز مورد نظر نیست. موسیقی برای من ابزاری نیست که بتواند صرفاً احساس را بیان کند و ابزاری نیست که بتواند صرفاً اندیشه را انتقال دهد؛ زیرا به گمان من بیان احساس و بیان اندیشه به تنهایی قلمروهای محدودی هستند که از پهنه بی‌پایان حیات. موسیقی برای من مهم‌ترین انگیزه برای تداوم زندگی است با همه ابعاد آن و شاید بدانیم که ابعاد زندگی - و نه تنها زنده بودن - بسیار پیچیده و رنگارنگ است.

... وقتی به گذشته می‌نگرم، می‌بینم که با وجود فراز و نشیب‌ها توانسته‌ام زندگی کنم و فقط زنده نباشم و تلاش من در راستای دستیابی به انعکاس‌ها و جنبه‌های متنوع وجود انسانی بوده است.

(از متن کتاب، صفحه ۴۴)

### دائرةالمعارف سازهای ایران (۱)
سازهای زهی، مضرابی و آرشه‌ای نواحی ایران

تاریخ انتشار: ۱۳۸۰

### دائرةالمعارف سازهای ایران (۲)
پوست‌صداها و خودصداهای نواحی ایران

تاریخ انتشار: ۱۳۸۴

### سازشناسی ایرانی

سازشناسی ایرانی

نویسندگان: ارفع اطرایی، محمدرضا درویشی

تاریخ انتشار: ۱۳۸۸

تعداد صفحات: ۲۵۶

این کتاب که به مطالعهٔ سازهای ایران می‍پردازد، براساس سطح نیاز و برنامهٔ دورهٔ متوسطهٔ هنرستان‌های موسیقی کشور طراحی و تألیف شده است و از این رو در همهٔ موارد سعی در ایجاز و حتی حذف پاره‌ای مسایل فراتر از سطح و نیاز هنرجویان دارد. کتاب سازهای ایران در دو فصل تنظیم شده است. فصل اول به مطالعهٔ سازهای مورد استفاده در موسیقی کلاسیک ایرانی ـ یا مبتنی بر موسیقی کلاسیک ایرانی ـ اختصاص دارد و فصل دوم به مطالعهٔ اجمالی سازهای مورد استفاده در موسیقی اقوام و نواحی مختلف ایران می‌پردازد. هدف این کتاب آشنایی با سازهای ملی و نواحی ایران از طریق مطالعهٔ خصوصیات ظاهری، تکنیک‌های اجرایی، کوک، دستان‌بندی، جنس مواد به‌کاررفته در ساختمان ساز و موقعیت‌های اجرایی سازها به منظور درک بخش مهمی از سنت موسیقی ایرانی است.